# Hieracium groevelense
Hieracium groevelense es una especie de planta con flor del género Hieracium, de la familia Asteraceae, orden Asterales.

## Distribución
Hieracium groevelense se distribuye por Noruega y Europa.

## Taxonomía
Fue descrita científicamente por Elfstr.
Tratamiento taxonómico
La especie aparece registrada y publicada en Ark. Bot.